# Tetsuo Hara
Tetsuo Hara (原哲夫 Hara Tetsuo?, Tokio, Japón, 2 de septiembre de 1961) es un mangaka famoso por dibujar el manga Hokuto no Ken, escrito por Buronson. También hizo los diseños de personajes para el juego de Arcadia Saturday Night Slam Masters.

## Obras
- Mad Fighter

- Tetsu no Don Quixote (Año: 1983, 2 volúmenes)

Tetsu no Don Quijote (鉄のドンキホーテ?) (traducido al español: "Don Quijote de Hierro") Narra las aventuras de Gen Kurosu, un joven piloto de motocross que aspira a ser el mejor en su campo. La particularidad del estilo de motocross que se nos presenta en este manga es su extrema violencia, ya que los pilotos no dudan en abalanzarse los unos encima de los otros, con todo el peso de las motos, o en empujarse para echar al rival de la pista. Un ambiente muy “violento” y casi “apocalíptico".
- Hokuto no Ken (Año: 1983 a 1988, 27 volúmenes. Escrito por Buronson)

Narra la vida humana después de un holocausto nuclear, el planeta se volvió un lugar desolado y hostil, el agua se convirtió en el recurso más preciado en todo el mundo, así como la fuerza es la habilidad más necesaria, por eso los más fuertes dominan el mundo. Esto cambiará cuando el hombre conocido como El puño de la Estrella Del Norte, Kenshiro, heredero del arte marcial más poderoso jamás conocido, ayude a los indefensos sobrevivientes a conseguir una vida más tranquila y estable.
- Cyber Blue (Año: 1988, 4 volúmenes. Escrito por Ryuichi Mitsui)

- Hana no Keiji (Año: 1990, 18 volúmenes. Escrito por Keichiro Ryu)

- Kagemusha Tokugawa Ieyasu (Año: 1994, 6 volúmenes. Escrito por Sho Aikawa)

- Takaki Ryūsei (Año: 1995, 1 volumen)

- Sakon (Año: 1997, 6 volúmenes. Escrito por Keiichiro Ryu y Shingo Nihashi)

- Hydra

- Nakabō Rintarō

- Aterui II

- Sōten no Ken (Año: 2001-2010, 14 volúmenes. Escrito por Buronson)

- Bonolon

- Gifuu Doudou!!: Kanetsugu to Keiji (Año: 2008 - 2010, 9 volúmenes)